# شورای لندن بزرگ
شورای لندن بزرگ از ۱۹۶۵ تا ۱۹۸۶ بالاترین مقام اجرایی این شهر بود. این شورا جای شورای کانتی لندن را گرفت و نسبت به آن مساحت بسیار بیشتری را تحت پوشش داشت.